# صرخة الرعب (سلسلة)

العدد الأول, الكاميرا الملعونة

صرخة الرعب سلسلة روايات رعب ألفها الكاتب الأمريكي أر.أل ستاين (بالإنجليزية: R. L. Stine)‏ وترجمت إلى 13 لغة من بينها العربية وتوكيلها من دار نشر scholasticالتي إصدرتها شركة نهضة مصر حيث اشرف على تحريرها الكاتب المصري محمود سالم وترجمتها نجوى علام ورجاء عبد الله واشراف داليا إبراهيم تقدم هذه الكتب صورة حية لحياة المراهقين الأمريكين عن طريق عرض ما يتعرضوا له من مغامرات في مدارسهم وبيوتهم واجازاتهم.. اعتمد الكاتب على اسلوب التشويق واضفى لمسات من الرعب وتميز بقصر الفصول حيث يتألف الفصل الواحد من صفحتين أو ثلاثة.
عادت للنشر مرة آخري عام 2017 بطابع جديد

## من الاعداد التي صدرت باللغة العربية
- الكاميرا الملعونة
- منزل الموتى
- القبو الغامض
- الوحش الدموي
- معسكر الفزع
- في بيتنا شبح
- القناع
- ملاهي المفاجأت
- الكاميرا الملعونة 2
- شاطئ الاشباح
- زائر من المريخ
- الذكاء الملعون
- التحول الغامض
- سحر الأدغال
- مدرسة الأشباح
- لا توقظ المومياء
- هجوم الزواحف
- عودة القناع
- منزل بلا عودة
- هجوم الأرواح
- أنفاس مصاص الدماء
- وحش المدينة
- شبح القمر المكتمل
- رجل الجليد الوحشي
- شبح الجيتار عدد خاص
- احترس من النوم
- وادي الذئاب
- الهدية الرهيبة
- شارع الفزع
- الأماني المرعبة
- كابوس كسارة البندق
- أشباح منتصف الليل
- العربة الشيطانية
- الصديق الخفي
- صرخة القط
- العرائس المحطمة
- التوأم الشرير
- ثمن الانتقام
- بيت الأشباح
- سفاح المعسكر
- السحر الرهيب
- المقر السري
- مدرسة الرعب
- هجوم الأشباح
- اللعبة الرهيبة
- رحلة بلا عودة
- الدمية الشريرة
- وحش المدرسة الجديدة
- شبح المراة
- البحث عن المومياء
- المنزل الملعون
- رعب الخاتم الأسود
- الرجل الذئب في حجرة المعيشة
- أعماق الخطر
- ليلة الدمية الملعونة
- حفلة الزومبي
- رعب رأس السنة
- عواء الكلب الشبح
- ساحر أرض الرعب
- لعنة القدرات الخارقة
- المنزل الرهيب
- أقنعة الفزع الخمسة
- لماذا غادرت مدرسة الزومبي؟
- ليلة الدمى الحية
- خدعة أم فخ؟
- أحترس دكتور مهووس يراك